# São Miguel
São Miguel (wym. [sɐ̃w miˈɣɛɫ]) – portugalska wyspa wulkaniczna w archipelagu Azorów (zaliczanym do Makaronezji), zwana także "Zieloną Wyspą". Największa w archipelagu (ok. 747 km²) – długość w kierunku równoleżnikowym około 65 km, szerokość południkowo od 8 do 15 km. Obszar górzysty, do 1105 m n.p.m. Uprawy ananasów, winorośli, drzew cytrusowych i buraków cukrowych oraz herbaty. Zamieszkana przez ok. 140 tys. osób, z czego 30 tysięcy mieszka w Ponta Delgada, największym mieście wyspy.
Jeziora Sete Cidades powstały w dwóch wulkanicznych kraterach średnicy 12 km. Na wyspie występują liczne przejawy aktywności wulkanicznej, m.in. gorące źródła i gejzery. Osobliwością przyrodniczą są lasy laurowe, w których żyje m.in. endemiczny dla wyspy gil azorski – jeden z najrzadszych ptaków Europy.

## Miasta
- Ponta Delgada
- Ribeira Grande
- Furnas
- Sete Cidades

## Gminy
- Lagoa
- Nordeste
- Ponta Delgada
- Povoação
- Ribeira Grande
- Vila Franca do Campo

## Historia
São Miguel jest pierwszą skolonizowaną przez Portugalczyków (1433) wyspą z archipelagu Azorów. Pierwotnie składała się ona z dwóch oddzielnych wysepek, ale wybuch wulkanu w 1563 i wypływ lawy spowodował ich połączenie.

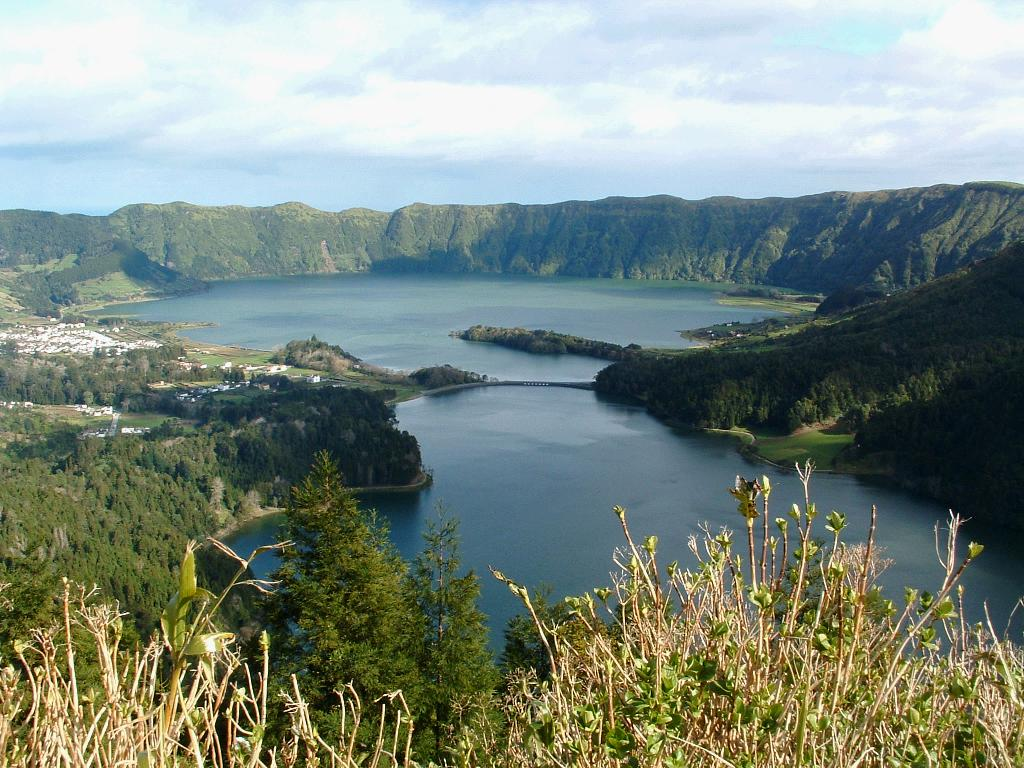
Bliźniacze jeziora Sete Cidades i miasto Sete Cidades po lewej
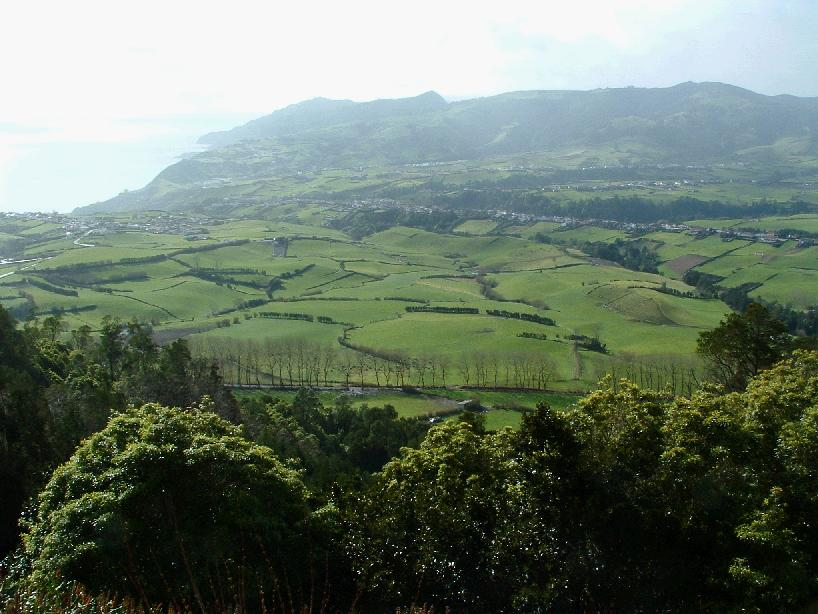
Krajobraz wschodniej części São Miguel
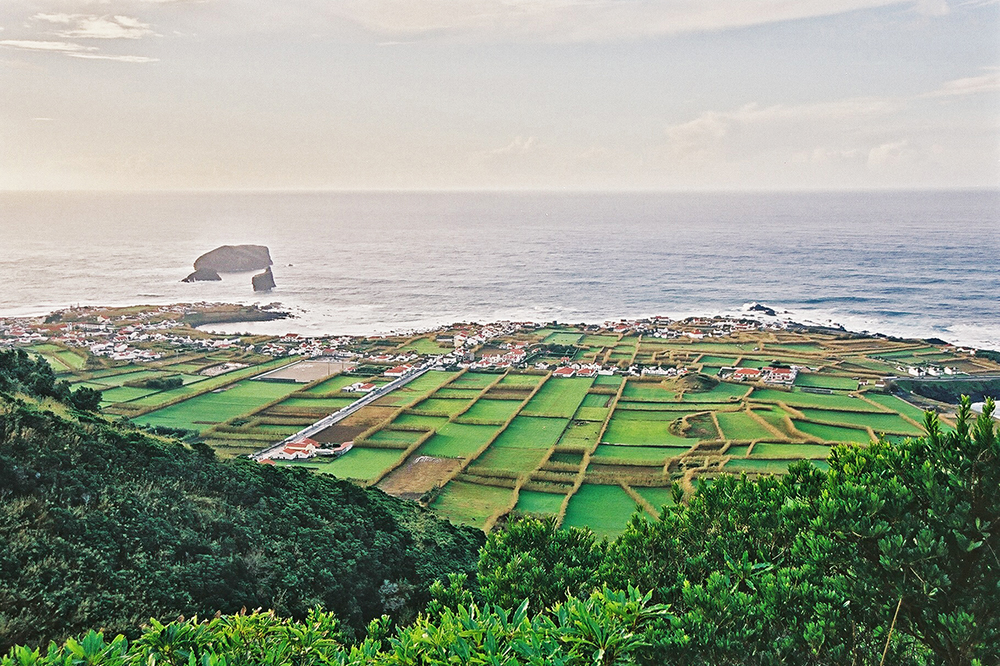
Wieś Mosteiros na wybrzeżu pn.-zach.